# Википедия на языке кри
Википедия на языке кри (кри ᐗᑭᐱᑎᔭ) — раздел Википедии на индейском языке кри (диалектный континуум). Основана Фондом Викимедиа в 2004 году. Википедия на языке кри по состоянию на 19 декабря 2016 года содержит 13 статей, 21 852 зарегистрированных пользователей, 26 активных корреспондентов, 2 администратора. Общее количество страниц в Википедии на языке кри — 2336, правок — 40 892, мультимедийные файлы отсутствуют. Формальная глубина Википедии на языке кри очень большая и составляет 558 955,5 пунктов, что, впрочем, абсолютно не отражает уровня развития языкового раздела, что прежде всего обусловливается непропорционально большим количеством правок и страниц по отношению к количеству статей. Расположена по адресу https://cr.wikipedia.org. Регистрация не является обязательной. Материалы в этой электронной энциклопедии размещены на условиях лицензии CC BY-SA 3.0 (как и в большинстве других Википедий), что позволяет свободно изменять, переделывать, копировать и распространять материалы при условии указания всех авторов и с неизменной лицензией CC BY-SA 3.0 (даже с коммерческой целью).
Лингвист Андраш Корнай классифицировал Википедию языке кри как «проект цифрового языкового наследования», что означает, что она полезна для сохранения и изучения языка кри, но она не является местом для активного общения носителей языка. Другие, такие как Эндрю Долби, предполагают, что само существование Википедий на малораспространённых языках будет способствовать продолжению использования этих языков.

## История
- Август 2004 — основана Википедии на языке кри.
- 28 августа 2004 — первая правка[6]
- 21 марта 2009 — 10000-я правка[7]
- 28 июля 2011 — 20000-я правка[8]
- 8 января 2013 — 25000-я правка[9]
- Февраль 2014 — создана 100-я статья[10].
- 4 декабря 2023 года раздел был предложен к удалению.

## Статистика
Посещаемость главной страницы Википедии на языке кри за последние три месяца:

### Динамика развития энциклопедии
Динамика развития Википедии на языке кри в 2005—2016 годах.
- Динамика количества активных участников.
- Динамика количества зарегистрированных участников.
- Динамика количества правок.
- Динамика количества статей.
- Динамика количества страниц.